# Арцыбушев, Алексей Петрович
Арцыбушев Алексей Петрович (10 октября 1919 — 7 сентября 2017) — художник, писатель, историк церкви, в глубокой старости принял монашество с именем Серафим.

## Биография
Родился в старинной дворянской семье в селе Дивеево Нижегородской губернии. Отец — Пётр Арцыбушев (1888—1921). Дед — Пётр Михайлович Арцыбушев, нотариус Его Величества. Мать — Татьяна Александровна Арцыбушева (урождённая Хвостова, в монашесте Таисия; 1896—1942), дочь министра юстиции царского правительства Александра Алексеевича Хвостова (1857—1922).
Алексей Петрович — потомок двух царских родов — русского Рюриковичей и черногорского Петровичей. Прадед по материнской линии — сенатор Александр Николаевич Хвостов, прабабушка — Екатерина Лукинична Хвостова (Жемчужникова в девичестве, сестра братьев Жемчужниковых, писавших под псевдонимом Козьма Прутков), дед — Александр Алексеевич, министр юстиции и внутренних дел в 1916 году, бабушка — Анастасия Владимировна, в девичестве Ковалевская, именно её род идёт от Рюрика. По отцовской линии — дед Пётр Михайлович, нотариус Его Величества, был женат на чистокровной черногорке — дочери графа Подгоричание-Петрович. Оба рода принадлежали к высшему петербургскому обществу и в то же время оба рода отличались своей религиозностью. Хвостовы два раза в год ездили из Петербурга в Троице-Сергиевскую Лавру и Зосимову пустынь к старцу Алексию (Соловьёву). Над Арцыбушевыми же даже подсмеивались: «Все на балы, а Арцыбушевы в церковь». Дед Арцыбушев был большим благодетелем для Дивеева, так что ему монастырь передал во владение домик ученика преподобного Серафима — Михаила Мантурова (документов об этом не сохранилось).
В семье А. П. Арцыбушева особенно почитали прп. Серафима Саровского, его дед П. М. Арцыбушев был благодетелем Дивеевской обители. Уйдя в отставку, дед с семьёй поселился в Дивееве, где и родился Алексей. Родители Алексея Петровича были тоже очень верующими людьми. Познакомились и полюбили они друг друга в начале первой мировой войны, поженились и в 1917 году переехали жить из Петербурга в дивеевский дом. В том самом доме Мантурова и родился 10 октября 1919 года Алёша Арцыбушев.
Многие члены семьи Арцыбушевых приняли монашеский постриг. После революции дивеевский дом был конфискован, отец А. П. Арцыбушева умер в 1921 г. от чахотки, мать, став молодой вдовой с двумя сыновьями на руках, в 1924 г. по благословению зосимовского старца Алексея (Соловьёва) приняла тайный постриг в Даниловом монастыре. Стала духовной дочерью одного из духовников Даниловского монастыря иеромонаха Серафима (Климкова), и получив в монашестве имя Таисия, в память о муже работала в туберкулёзных больницах, в отделениях открытой формы, с умирающими.
В 1930 году был расстрелян родной брат отца, Михаил Петрович Арцыбушев, директор рыбных промыслов Волги и Каспия, на иждивении которого находилась семья. Вскоре дом и имущество Арцыбушевых конфисковали, а сами они — мать и двое сыновей — отправились в ссылку в Муром. Николай Сергеевич Романовский, понимая, что мать не может прокормить сыновей, помог Алексею переехать в Москву, где в 1936 году Алексей поступил в художественно-полиграфическое училище. В 1937 году его мать арестовали. С 1936 по 1939 г он учится у Е. Я. Якуба. 1944—1946. — Учёба в художественной студии ВЦСПС у С.М. Ивашёва-Мусатова.
В 1940 году его призвали в армию, но за месяц до начала Великой Отечественной войны комиссовали по состоянию здоровья. В 1944 году он поступил в студию ВЦСПС.
Жизнь юного Алексея была тесно связана с жизнью потаённой церкви в советское время. Он один из очень немногих живых свидетелей истории новомучеников в России XX века. В 1946 г. Арцыбушев был арестован по церковному делу «непоминающих» после ареста священника Владимира Криволуцкого.
После 8 месяцев следствия на Лубянке, во время которых, он, по его словам, «прошёл все круги ада», решением Особого совещания при МГБ был приговорён к 6 годам лагерей за участие «в антисоветском церковном подполье». 16 мая 1952 года был освобождён. По освобождении в 1952 году был выслан в Инту Республики Коми на вечную ссылку в район Крайнего Севера. «Арцыбушев Алексей Петрович решением … приговаривается к пожизненной (вечной) ссылке. Место ссылки — посёлок Инта Коми АССР. Побег из ссылки карается 20 годами каторжных работ»
В 1956 г. он был реабилитирован.
С 1967 г. работал на Комбинате графического искусства в Москве, вступил в Союз художников. Большую часть своей жизни был прихожанином храма Илии пророка, что в Обыденном переулке. В 1990—1995 гг. занимался реставрацией Троицкого собора Дивеевского монастыря.

## Награды
В 2009 г. А. П. Арцыбушев становится почётным академиком Европейской академии наук. За книгу «Милосердия двери» он получил медаль Иоганна Вольфганга Гёте, а за лагерные рисунки к ней — медаль Леонардо да Винчи. В 2010 г. Академия удостоила А. П. Арцыбушева Ордена чести за литературное творчество.